# Milestones (pel·lícula de 1975)
Milestones és una pel·lícula dramàtica estatunidenca del 1975 dirigida per Robert Kramer i John Douglas.

## Argument
Entre l'amargor i l'esperança, la pel·lícula és un retrat d'aquells que, una dècada abans, van ser els artífexs de la contracultura dels anys 60 als Estats Units.
Es discuteixen els principals temes de l'esquerra radical nord-americana: els opressió dels indis, la Guerra del Vietnam, les relacions entre dominació, homosexualitat, vida comunitària i educació dels nens; i més generalment les dificultats d'integració a la societat industrial o la negativa a integrar-s'hi en nom de principis anarquistes."

## Crítiques
| « | La pel·lícula és un retrat d'una Amèrica canviant, a través dels testimonis d'hippies i activistes polítics. En el context de la guerra del Vietnam i la contracultura, van intentar conciliar els seus ideals amb l'estil de vida nord-americà. Filmat en 16 mm de colors vius, fa un ús innovador del so i l'edició. Convoca imatges fixes i imatges d'arxiu. Barreja seqüències escrites amb improvisacions. | » |

## Repartiment
- Mary Chapelle - Mama
- Sharon Krebs - Jane
- Jim Nolfi - Jimmy
- Grace Paley - Helen
- Susie Solf - Karen
- David C. Stone - Joe
- Joe Stork - Larry
- Paul Zimet - Peter